# Dacia Buiucani
Maillots
Dernière mise à jour : 19 novembre 2024.
Le Dacia Buiucani est un club de football moldave basé dans l'arrondissement de Buiucani à Chișinău en Moldavie. Le club évolue depuis la saison 2022-2023 en première division après avoir terminé à la 3e place de Championnat de Moldavie de football de deuxième division.
En 2011, le club est devenu la réserve du FC Dacia Chișinău jusqu'à ce que le club soit dissous en 2018. À la suite de cette dissolution, le Dacia Buiucani redevient indépendant et participe pour la première fois à la première division moldave pour la saison 2020-2021.

## Histoire

### Différents noms du club[1]
- 1997–2011 : CSCA Buiucani
- 2011–2017 : Dacia-2 Buiucani
- Depuis 2018 : Dacia Buiucani